# Can Ventayols
Can Ventayols és una masia d'Òdena (Anoia) inclosa a l'Inventari del Patrimoni Arquitectònic de Catalunya.

## Descripció
Masia formada per una dependència principal i altres annexes, alguns dins d'un recinte tancat, l'edifici principal és de planta rectangular amb planta baixa i pis,. En la planta s'observa a l'interior dependències antigues transformades (antiga quadra en biblioteca). S'hi conserva una gran arcada de pedra i també murs de pedra. A la façana presenta elements d'una reforma dels segle xix com són els balcons i una galeria sobre el primer pis. La porta és d'arc de mig punt adovellat.

## Història
Hi ha documentació des del segle xvi i documents a l'arxiu de la Corona d'Aragó.
El cognom es manté a l'actualitat i és vigent en diversos descendents al 2021 entre els quals es troba l'autor d'aquest afegit (Josep Miquel Rubio i Ventayols) tot i que existeixen cognoms molt semblants però que mostren diferències morfològiques respecte d'aquest.
Sembla que aquest cognom desapareixerà en aquesta generació, ja que es manté en els fills, nets i un besnet (però ja en segon lloc o bé en primer lloc d'una neta, que ja s'ha tramés al besnet en el segon)